# Billy Liar (romance)
Billy Liar é um romance de Keith Waterhouse lançado 1959, que mais tarde foi adaptada para uma peça de teatro, filme, música e série de TV.
O semi-cômica história é sobre Billy Fisher, um operário de 19 anos de idade que vivem com seus pais na cidade fictícia de Stradhoughton, em Yorkshire. Entediado por seu trabalho como um humilde funcionário de uma funerária, Billy gasta seu tempo sonhando com a vida na cidade grande como um escritor de comédia.